# Licenciatura en Economía
El Grado en Economía, también conocida como Licenciatura en Economía, es un título universitario que se obtiene al completar un programa de estudios en el campo de la economía. A menudo se combina con negocios, finanzas o matemáticas. Los programa de la licenciatura en Economía suelen incluir cursos en áreas como microeconomía, macroeconomía, teoría económica, matemáticas aplicadas a la economía, estadística y análisis de datos, política económica y financiera, entre otras.  El plan de estudios es (sustancialmente) más teórico y matemático que la especialización en economía disponible en general. Los estudiantes de Licenciatura en Economía aprenden a analizar y comprender los principios y conceptos fundamentales de la economía y a aplicarlos para resolver problemas prácticos y tomar decisiones informadas en una amplia variedad de contextos. Los titulados en Licenciatura en Economía pueden trabajar en el sector privado, en el sector público o en el sector sin fines de lucro, y pueden desempeñar puestos en áreas como la investigación económica, la política económica, la consultoría, el análisis financiero y la toma de decisiones empresariales.

## Estructura
La Licenciatura en Economía y los grados especializados tienen cada uno su propia estructura, difiriendo por universidad. Generalmente, sin embargo, el plan de estudios se construye alrededor de un núcleo de teoría, al que se agregan cursos en las diversas ramas y áreas de aplicación; véase la siguiente sección. En los Estados Unidos, a menudo se ofrece un «programa» estructurado dentro de la Facultad de Artes y Ciencias . En la Commonwealth, los títulos especializados de BCom-Economía a menudo se ofrecen a través de la facultad de comercio . El programa a menudo está disponible como un título en ciencias sociales . Varias universidades ofrecen un título de honores de 1 año por separado, y el programa comprende «3 años más 1»; a menudo, Honors (u Honors en los EE. UU.) se incluye en la estructura de cuatro años. Se requerirá una tesis de investigación con honores.
Tanto en programas especializados como generales, la economía a menudo se combina con una segunda especialización en finanzas o administración,    o con otras ciencias sociales;   en los EE. UU., la economía a menudo se combina con un tema cuantitativo como las matemáticas o la informática.  El "PPE" interdisciplinario integra la filosofía y la política con la economía. Algunas escuelas de negocios ofrecen un programa conjunto con el departamento de economía;   De manera similar, las carreras conjuntas se ofrecen comúnmente con el departamento de matemáticas.    
Algunas universidades permiten que el título en su conjunto pueda especializarse aún más; ya sea en una de las áreas aplicadas o, más comúnmente, en una de las ramas principales, a menudo economía del desarrollo,  econometría / economía matemática,   economía política,  o economía agrícola .  Otros permiten esta especialización a nivel de licenciatura . Algunas universidades ofrecen una "Licenciatura en Economía Aplicada"  o similar,  que se centrará en la carrera . Los títulos en Economía Financiera,     integran las finanzas en el programa de economía, a diferencia de una segunda especialización.

## Plan de estudios
Por lo general, el título básico de un Grado en Economía comprende microeconomía, macroeconomía y econometría; mientras que a veces se requiere economía matemática. La microeconomía y la macroeconomía se enseñan hasta el nivel «intermedio», preparando al estudiante para los cursos de posgrado «avanzados». La macroeconomía se extiende a una discusión de los modelos más avanzados de la economía, las diferencias aquí entre las escuelas y el análisis de política relacionado; la microeconomía se extiende al equilibrio general, a un enfoque analítico de la demanda con curvas derivadas de funciones de utilidad, ya la teoría de juegos aplicada a la competencia. Algunos programas luego especifican un curso en microfundamentos, donde los modelos macroeconómicos se derivan agregando modelos microeconómicos. La econometría tiene por objeto dar contenido empírico a estas relaciones económicas, y aquí se centra en los métodos de una sola ecuación, en gran medida la regresión lineal y series de tiempo ; los estudiantes reciben capacitación en paquetes como STATA, EViews y R.
Sobre la base de este núcleo, hay cursos en las principales ramas de la economía: economía monetaria, economía internacional, economía del desarrollo, economía laboral y economía del bienestar. Los títulos orientados a las ciencias sociales pueden enfatizar las estadísticas económicas y la economía política; y a menudo no requieren econometría o economía matemática. La historia del pensamiento económico y la historia económica pueden incluirse en cualquiera de las dos variantes.
Las asignaturas optativas se pueden ofrecer en las ramas anteriores o en diversas áreas de la economía aplicada, como la economía agrícola, la economía ambiental, la economía de los recursos, la economía de la gestión y la economía financiera. La economía matemática es a menudo una materia optativa; por lo general, se recomienda para aquellos que deseen obtener una formación de posgrado en Economía. En los EE. UU., estos estudiantes a menudo también estudiarán cursos seleccionados de matemáticas en cálculo multivariable, ecuaciones diferenciales, álgebra lineal, optimización y, a veces, análisis.
Los cursos de co-requisito de fuera de la economía son invariablemente un requisito del programa. Comunes a todos los programas comerciales son las estadísticas introductorias o comerciales y las «técnicas cuantitativas», que comprenden cálculo básico, cálculos de interés y, a veces, operaciones matriciales; los programas de ciencias sociales a menudo los incluyen, y también pueden requerir sociología y psicología. En los «cursos aplicados» se puede suponer algún conocimiento de contabilidad o administración; los créditos en estos suelen ser inherentes a la carrera empresarial.
La mayoría de los programas especializados requieren más «Matemáticas para economistas», esencialmente un estudio (detallado) de los temas mencionados anteriormente para estudiantes estadounidenses. La estadística se amplía de manera similar, a menudo dentro del curso de matemáticas, como base para el trabajo del curso de econometría. Los programas de BSc especializados a menudo son más intensivos en matemáticas que los programas de BA. De manera similar, la pista de Honores tendrá requisitos matemáticos adicionales.